# スズミグモ
スズミグモ（涼蜘蛛、学名：Cyrtophora moluccensis）は、節足動物門鋏角亜門クモ綱クモ目コガネグモ科に属するやや大型のクモである。大柄なドーム状の網を張る。南方系の種で、本州南部以南に分布する。

## 形態
頭胸部は褐色で卵形、脚はしっかりしていて、まばらに剛毛がある。全体に褐色で、関節ごとに色が濃くなっている。
雌は、腹部は卵形で丸々としている、前方がやや幅広く、その背面前の方に一対の円錐形の突起がある。この突起より前の部分は色が薄く、突起以後の部分は濃く色づき、その中に白い部分が複雑な模様となって入り込む。この部分の色は褐色が標準であるが、個体によっては緑っぽいものや赤いものがある。円錐の突起は半分が濃い色で半分が白に塗り分けになっており、背面から見ると、腹部全体が人の顔、突起が人の眼のようにも見える。
雄は全体の形が雌に似ているが、大きさははるかに小さい。雌の体長は14mm、雄は4mmくらいである。

## 網

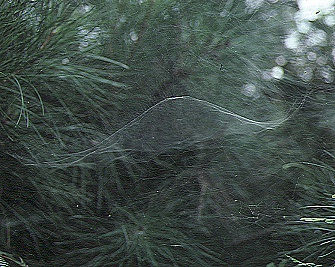
網の全景

スズミグモは木立の間などに差し渡しが80cmに達する網を張る。網はドーム状の幕状部分を上下に引き回された糸で支えたものである。その点ではサラグモ類の網に類似している。全く異なるのは、サラグモ類の網では幕状部分は不規則に重ね合わされた糸でできていて、隙間の目立たないものであるのに対して、スズミグモのそれは、比較的太い糸が格子状になっていることである。つまり全体が例えば漁網をドーム状にしたような形になっている。クモはその中央、ドームの奥に下からぶら下がっている。
この網は糸が格子状に交わっていることから、円網の変形とも考えられるが、粘液のついた糸は張られていない。まれにクモのいる位置の回りに円を描くように白帯（隠れ帯）がはられる。
雄は雌よりずっと小さい網を張り、小枝の間などに網を作る。時に雌のドームの上の方の枠糸の間に小さなドームを作っているのを見かける。

## 生活史
卵嚢は楕円形でやや偏平。秋に幼虫が出てくる。翌年夏に成熟する。秋にはいなくなるので、同じような場所を利用して網を張るジョロウグモとは季節的に住み分けているとも言われる。

## その他
上下の支持糸部分によくチリイソウロウグモが入り込む。まれに網の主が食い殺されることがある。

## 近縁種

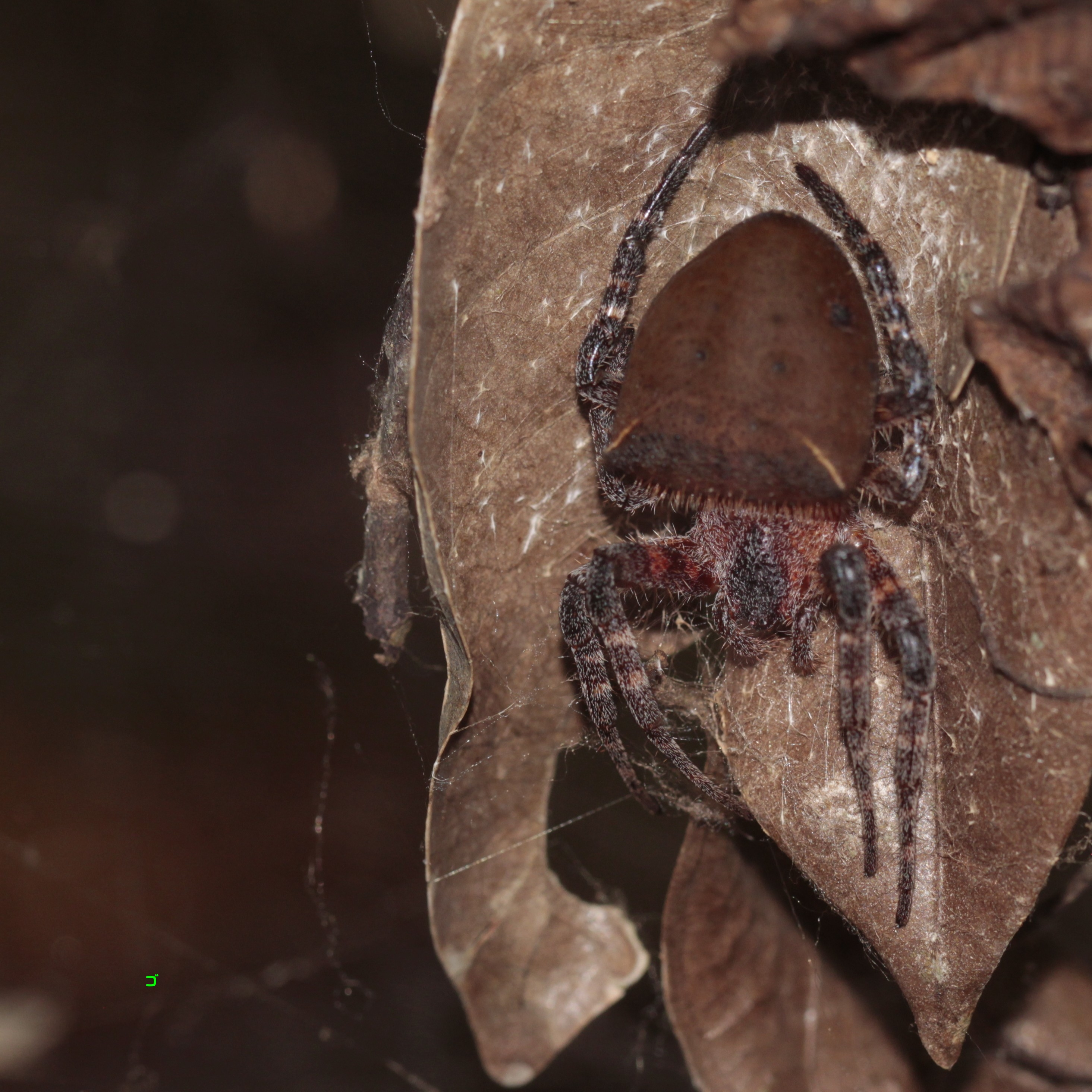
ハラビロスズミグモ

スズミグモ属の種は熱帯を中心に分布する。日本本土には、他に以下のようなものがある。
キヌアミグモ C. exanthematica (Doleschall)
キヌアミグモははるかに小型のクモで、体長は雌で9mm、雄は3mm程にしかならない。全身が黄褐色（まれに褐色）、腹部は前が幅広い台形で、後端は2つに割れる。低木の枝先に10cm程の差し渡しの網を張る。網は水平かやや受け皿型の幕を上下の糸で支えた形で、やはり幕の部分は格子状の糸で構成される。絹網グモの名はそこから名付けられた。本州南部以南に分布。紀伊半島ではミカン畑の防風林のイヌマキの枝先に多く見られたが、昭和の末ころよりあまり見かけなくなった。
ハラビロスズミグモ C. unicolor (Doleschall)
雌は20mmに達する。腹部は前が幅広い三角形で、やや偏平。全体に黄色を帯びた褐色。脚などに白い毛がはえる。網は幅1m足らず、水平の幕を上下の不規則な枠糸で支える。その中央に枯れ葉をつるし、クモはその中に潜む。南西諸島以南に分布。
他に南西諸島からオワレスズミグモが記録されているが、疑問とのこと。